# Noords Kampioenschap 1952/55
Het Noords Kampioenschap 1952/55 was de 6e editie van dit voetbaltoernooi. Het toernooi werd gespeeld tussen 22 juni 1952 en 16 oktober 1955. Er waren vier deelnemers. Zweden werd kampioen.

## Eindstand
| Team       | Gsp | W | G | V  | DV | DT | DS  | Ptn |
| ---------- | --- | - | - | -- | -- | -- | --- | --- |
| Zweden     | 12  | 8 | 4 | 0  | 44 | 14 | +30 | 20  |
| Noorwegen  | 12  | 6 | 4 | 2  | 25 | 12 | +13 | 16  |
| Denemarken | 12  | 3 | 3 | 6  | 23 | 26 | –3  | 9   |
| Finland    | 12  | 1 | 1 | 10 | 13 | 53 | –40 | 3   |

## Wedstrijden

### 1952
|                                              |                                                             |       |                                                              |                                                                                 |
| 22 juni «onderlinge duels» 15:00 uur (UTC+1) | Zweden                                                      | 4 – 3 | Denemarken                                                   | Råsundastadion, Solna Toeschouwers: 36.700 Scheidsrechter: Edvin Pedersen (NOR) |
| 22 juni «onderlinge duels» 15:00 uur (UTC+1) | Sylve Bengtsson 5' Yngve Brodd 8' Nils Åke Sandell 19', 76' |       | 52' Poul Rasmussen 59' Poul Erik Petersen 77' Holger Seebach | Råsundastadion, Solna Toeschouwers: 36.700 Scheidsrechter: Edvin Pedersen (NOR) |

|                                                  |                                                                                     |       |                                        |                                                                               |
| 31 augustus «onderlinge duels» 13:15 uur (UTC+1) | Noorwegen                                                                           | 7 – 2 | Finland                                | Ullevaalstadion, Oslo Toeschouwers: 24.025 Scheidsrechter: John Nilsson (SWE) |
| 31 augustus «onderlinge duels» 13:15 uur (UTC+1) | Gunnar Thoresen 18', 55' Kjell Kristiansen 36', 47', 75' Odd Wang Sørensen 70', 85' |       | 16' Kalevi Lehtovirta 80' Nils Rikberg | Ullevaalstadion, Oslo Toeschouwers: 24.025 Scheidsrechter: John Nilsson (SWE) |

|                                                   |                    |       |                                                                                            |                                                                                       |
| 21 september «onderlinge duels» 14:00 uur (UTC+2) | Finland            | 1 – 8 | Zweden                                                                                     | Olympisch Stadion, Helsinki Toeschouwers: 20.132 Scheidsrechter: Edvin Pedersen (NOR) |
| 21 september «onderlinge duels» 14:00 uur (UTC+2) | Seppo Pelkonen 51' |       | 10', 48', 58' Lars Råberg 24', 50', 83' Hans Persson 25' Herbert Sandin 70' Gösta Sandberg | Olympisch Stadion, Helsinki Toeschouwers: 20.132 Scheidsrechter: Edvin Pedersen (NOR) |

|                                                |                                     |       |                |                                                                                    |
| 5 oktober «onderlinge duels» 14:00 uur (UTC+2) | Finland                             | 2 – 1 | Denemarken     | Olympisch Stadion, Helsinki Toeschouwers: 9.022 Scheidsrechter: Erik Westman (SWE) |
| 5 oktober «onderlinge duels» 14:00 uur (UTC+2) | Nils Rikberg 18' Aulis Rytkönen 71' |       | 64' Per Jensen | Olympisch Stadion, Helsinki Toeschouwers: 9.022 Scheidsrechter: Erik Westman (SWE) |

|                                                |                       |       |                                            |                                                                            |
| 5 oktober «onderlinge duels» 13:15 uur (UTC+1) | Noorwegen             | 1 – 2 | Zweden                                     | Ullevaalstadion, Oslo Toeschouwers: 36.458 Scheidsrechter: Leo Helge (DEN) |
| 5 oktober «onderlinge duels» 13:15 uur (UTC+1) | Henry Johannessen 42' |       | 32' Karl-Alfred Jakobsson 73' Hans Persson | Ullevaalstadion, Oslo Toeschouwers: 36.458 Scheidsrechter: Leo Helge (DEN) |

|                                                 |                |       |                                                      |                                                                                             |
| 19 oktober «onderlinge duels» 13:30 uur (UTC+1) | Denemarken     | 1 – 3 | Noorwegen                                            | Københavns Idrætspark, Kopenhagen Toeschouwers: 41.000 Scheidsrechter: Gösta Lindberg (SWE) |
| 19 oktober «onderlinge duels» 13:30 uur (UTC+1) | Per Jensen 57' |       | 19' Odd Wang Sørensen 61' Hans Nordahl 77' Tor Jevne | Københavns Idrætspark, Kopenhagen Toeschouwers: 41.000 Scheidsrechter: Gösta Lindberg (SWE) |

### 1953
|                                              |                    |       |                                            |                                                                                         |
| 21 juni «onderlinge duels» 13:30 uur (UTC+1) | Denemarken         | 1 – 3 | Zweden                                     | Københavns Idrætspark, Kopenhagen Toeschouwers: 39.500 Scheidsrechter: Johan Alho (FIN) |
| 21 juni «onderlinge duels» 13:30 uur (UTC+1) | Holger Seebach 46' |       | 24', 65' Henry Thillberg 56' Lars Eriksson | Københavns Idrætspark, Kopenhagen Toeschouwers: 39.500 Scheidsrechter: Johan Alho (FIN) |

|                                                  |                                                                 |       |         |                                                                                 |
| 16 augustus «onderlinge duels» 15:00 uur (UTC+1) | Zweden                                                          | 4 – 0 | Finland | Råsundastadion, Solna Toeschouwers: 27.161 Scheidsrechter: Aksel Asmussen (DEN) |
| 16 augustus «onderlinge duels» 15:00 uur (UTC+1) | Gösta Sandberg 22' Nils Åke Sandell 24', 61' Herbert Sandin 56' |       |         | Råsundastadion, Solna Toeschouwers: 27.161 Scheidsrechter: Aksel Asmussen (DEN) |

|                                                  |                    |       |                                                                |                                                                                       |
| 30 augustus «onderlinge duels» 14:00 uur (UTC+2) | Finland            | 1 – 4 | Noorwegen                                                      | Olympisch Stadion, Helsinki Toeschouwers: 20.819 Scheidsrechter: Helge Andersen (DEN) |
| 30 augustus «onderlinge duels» 14:00 uur (UTC+2) | Olavi Lahtinen 39' |       | 6' Harald Hennum 8', 44' Gunnar Thoresen 47' Pål Angell-Hansen | Olympisch Stadion, Helsinki Toeschouwers: 20.819 Scheidsrechter: Helge Andersen (DEN) |

|                                                   |           |                   |            |                                                                                 |
| 13 september «onderlinge duels» 13:15 uur (UTC+1) | Noorwegen | 0 – 1             | Denemarken | Ullevaalstadion, Oslo Toeschouwers: 35.552 Scheidsrechter: Gösta Lindberg (SWE) |
| 13 september «onderlinge duels» 13:15 uur (UTC+1) |           | 32' Bent Sørensen |            | Ullevaalstadion, Oslo Toeschouwers: 35.552 Scheidsrechter: Gösta Lindberg (SWE) |

|                                                |                                                                                           |       |                        |                                                                                             |
| 4 oktober «onderlinge duels» 13:30 uur (UTC+1) | Denemarken                                                                                | 6 – 1 | Finland                | Københavns Idrætspark, Kopenhagen Toeschouwers: 32.200 Scheidsrechter: Edvin Pedersen (NOR) |
| 4 oktober «onderlinge duels» 13:30 uur (UTC+1) | Jens Peder Hansen 11', 36' Poul Erik Petersen 25' Bent Sørensen 32' Kurt Nielsen 50', 61' |       | 40' (e.d.) Erik Køppen | Københavns Idrætspark, Kopenhagen Toeschouwers: 32.200 Scheidsrechter: Edvin Pedersen (NOR) |

|                                                 |        |       |           |                                                                               |
| 18 oktober «onderlinge duels» 14:00 uur (UTC+1) | Zweden | 0 – 0 | Noorwegen | Råsundastadion, Solna Toeschouwers: 27.025 Scheidsrechter: Folke Nyberg (FIN) |
| 18 oktober «onderlinge duels» 14:00 uur (UTC+1) |        |       |           | Råsundastadion, Solna Toeschouwers: 27.025 Scheidsrechter: Folke Nyberg (FIN) |

### 1954
|                                              |                                          |       |                                   |                                                                                     |
| 13 juni «onderlinge duels» 18:00 uur (UTC+2) | Finland                                  | 2 – 2 | Denemarken                        | Olympisch Stadion, Helsinki Toeschouwers: 17.539 Scheidsrechter: Erik Westman (SWE) |
| 13 juni «onderlinge duels» 18:00 uur (UTC+2) | Stig-Göran Myntti 45' Matti Hiltunen 58' |       | 64', 78' (pen.) Valdemar Kendzior | Olympisch Stadion, Helsinki Toeschouwers: 17.539 Scheidsrechter: Erik Westman (SWE) |

|                                                  |                    |        | |                                                                                        |
| 15 augustus «onderlinge duels» 17:00 uur (UTC+2) | Finland            | 1 – 10 | Zweden                                                                                              | Olympisch Stadion, Helsinki Toeschouwers: 15.409 Scheidsrechter: Øivind Helgesen (NOR) |
| 15 augustus «onderlinge duels» 17:00 uur (UTC+2) | Olavi Lahtinen 40' |        | 6', 71', 80' Kurt Hamrin 7', 30', 48' Birger Eklund 16', 59' Henry Thillberg 18', 21' John Eriksson | Olympisch Stadion, Helsinki Toeschouwers: 15.409 Scheidsrechter: Øivind Helgesen (NOR) |

|                                                  |                                                           |       |                   |                                                                                 |
| 29 augustus «onderlinge duels» 13:15 uur (UTC+1) | Noorwegen                                                 | 3 – 1 | Finland           | Ullevaalstadion, Oslo Toeschouwers: 21.048 Scheidsrechter: Helge Andersen (DEN) |
| 29 augustus «onderlinge duels» 13:15 uur (UTC+1) | Gunnar Dybwad 57' Henry Johannessen 59' Harald Hennum 62' |       | 6' Matti Hiltunen | Ullevaalstadion, Oslo Toeschouwers: 21.048 Scheidsrechter: Helge Andersen (DEN) |

|                                                   |                   |       |                   |                                                                            |
| 19 september «onderlinge duels» 13:15 uur (UTC+1) | Noorwegen         | 1 – 1 | Zweden            | Ullevaalstadion, Oslo Toeschouwers: 35.427 Scheidsrechter: Tauno Aro (FIN) |
| 19 september «onderlinge duels» 13:15 uur (UTC+1) | Reidar Sundby 75' |       | 68' John Eriksson | Ullevaalstadion, Oslo Toeschouwers: 35.427 Scheidsrechter: Tauno Aro (FIN) |

|                                                 |                                                                        |       |                                        |                                                                               |
| 10 oktober «onderlinge duels» 14:00 uur (UTC+1) | Zweden                                                                 | 5 – 2 | Denemarken                             | Råsundastadion, Solna Toeschouwers: 36.700 Scheidsrechter: Finn Bråthen (NOR) |
| 10 oktober «onderlinge duels» 14:00 uur (UTC+1) | John Eriksson 9' Nils Åke Sandell 12', 38', 60' Kurt Hansen 36' (e.d.) |       | 6' Jens Peder Hansen 17' Bent Sørensen | Råsundastadion, Solna Toeschouwers: 36.700 Scheidsrechter: Finn Bråthen (NOR) |

|                                                 |                   |       |           |                                                                                                  |
| 31 oktober «onderlinge duels» 13:30 uur (UTC+1) | Denemarken        | 0 – 1 | Noorwegen | Københavns Idrætspark, Kopenhagen Toeschouwers: 36.200 Scheidsrechter: John Erik Andersson (SWE) |
| 31 oktober «onderlinge duels» 13:30 uur (UTC+1) | Harald Hennum 81' |       |           | Københavns Idrætspark, Kopenhagen Toeschouwers: 36.200 Scheidsrechter: John Erik Andersson (SWE) |

### 1955
|                                              |                            |       |                      |                                                                                           |
| 19 juni «onderlinge duels» 13:30 uur (UTC+1) | Denemarken                 | 2 – 1 | Finland              | Københavns Idrætspark, Kopenhagen Toeschouwers: 22.000 Scheidsrechter: John Nilsson (SWE) |
| 19 juni «onderlinge duels» 13:30 uur (UTC+1) | Jens Peder Hansen 24', 62' |       | 59' Simo Lehmusvirta | Københavns Idrætspark, Kopenhagen Toeschouwers: 22.000 Scheidsrechter: John Nilsson (SWE) |

|                                                  |                   |       |                                       |                                                                                      |
| 14 augustus «onderlinge duels» 19:00 uur (UTC+2) | Finland           | 1 – 3 | Noorwegen                             | Olympisch Stadion, Helsinki Toeschouwers: 16.916 Scheidsrechter: Ludvig Jørkov (DEN) |
| 14 augustus «onderlinge duels» 19:00 uur (UTC+2) | Matti Hiltunen 6' |       | 26', 55' Harald Hennum 70' Harry Kure | Olympisch Stadion, Helsinki Toeschouwers: 16.916 Scheidsrechter: Ludvig Jørkov (DEN) |

|                                                  |                                              |       |         |                                                                              |
| 28 augustus «onderlinge duels» 13:30 uur (UTC+1) | Zweden                                       | 3 – 0 | Finland | Olympia, Helsingborg Toeschouwers: 19.593 Scheidsrechter: Josef Larsen (NOR) |
| 28 augustus «onderlinge duels» 13:30 uur (UTC+1) | Nils Åke Sandell 39', 58' Bengt Lindskog 82' |       |         | Olympia, Helsingborg Toeschouwers: 19.593 Scheidsrechter: Josef Larsen (NOR) |

|                                                   |                           |       |                     |                                                                                 |
| 11 september «onderlinge duels» 13:15 uur (UTC+1) | Noorwegen                 | 1 – 1 | Denemarken          | Ullevaalstadion, Oslo Toeschouwers: 33.836 Scheidsrechter: Aarne Eriksson (FIN) |
| 11 september «onderlinge duels» 13:15 uur (UTC+1) | Verner Nielsen 52' (e.d.) |       | 75' Jørgen Jacobsen | Ullevaalstadion, Oslo Toeschouwers: 33.836 Scheidsrechter: Aarne Eriksson (FIN) |

|                                                   |                   |       |               |                                                                            |
| 25 september «onderlinge duels» 13:30 uur (UTC+1) | Zweden            | 1 – 1 | Noorwegen     | Råsundastadion, Solna Toeschouwers: 27.335 Scheidsrechter: Leo Helge (DEN) |
| 25 september «onderlinge duels» 13:30 uur (UTC+1) | Bertil Nilsson 4' |       | 7' Arne Kotte | Råsundastadion, Solna Toeschouwers: 27.335 Scheidsrechter: Leo Helge (DEN) |

|                                                 |                                         |       |                                                         |                                                                                           |
| 16 oktober «onderlinge duels» 13:30 uur (UTC+1) | Denemarken                              | 3 – 3 | Zweden                                                  | Københavns Idrætspark, Kopenhagen Toeschouwers: 50.200 Scheidsrechter: Finn Bråthen (NOR) |
| 16 oktober «onderlinge duels» 13:30 uur (UTC+1) | Ove Andersen 12', 81' Knud Lundberg 41' |       | 57' Bertil Nilsson 63' Nils Åke Sandell 89' Kurt Hamrin | Københavns Idrætspark, Kopenhagen Toeschouwers: 50.200 Scheidsrechter: Finn Bråthen (NOR) |